# 영신중학교 (대구)
영신중학교(永信中學校)는 대한민국 대구광역시 동구 봉무동에 있는 사립 중학교이다.

## 학교 연혁
- 1946년 10월 17일 : 기농학원으로 개교
- 1950년 5월 27일 : 영신중학교 설립인가, 박재석 목사 초대 교장 취임
- 1951년 6월 7일 : 신천동 교사로 이전
- 2006년 1월 23일 : 봉무동 교사로 이전
- 2012년 3월 1일 : 대구시교육청 '스마트교육 정책 연구학교' 선정 (2년간)
- 2017년 3월 1일 : 제11대 강성욱 교장 취임
- 2018년 9월 15일 : 씨름부 생활관 개관
- 2021년 2월 5일 : 제74회 졸업(졸업생 누계 29,054명)

## 참고 자료
- 영신중학교 - 한국교육학술정보원 학교알리미